# تو برادرز (کشتی)
تو برادرز (کشتی) (به انگلیسی: Two Brothers (ship)) یک کشتی بود.